# رودولفو بلانكو
رودولفو بلانكو (بالإسبانية: Rodolfo Blanco)‏ مواليد 14 يونيو 1966 في كولومبيا، هو ملاكم محترف كولومبي معتزل كان يصنف ضمن فئة وزن الذبابة. حقق بطولة الاتحاد الدولي للملاكمة.

## إحصائيات
خاض خلال مسيرته 50 نزالا، فاز في 29 وتعادل في 1 وخسر في 22. فاز بالضربة القاضية في 18 نزالا.

## روابط خارجية
- رودولفو بلانكو على موقع بوكس ريك (الإنجليزية) (registration required)